# Frédéric François
Frédéric François (n. 3 iunie 1950, Lercara Friddi, Sicilia, Italia) este un cântăreț belgian.